# 小祝さくら
小祝 さくら（こいわい さくら、1998年4月15日 - ）は、北海道北広島市出身の日本の女子プロゴルファー。所属はニトリ。

## アマチュア時代
宮里藍ファンの母親の影響で8歳の頃からゴルフを始める。
主な成績として「北海道女子アマチュアゴルフ選手権競技」（2014年優勝、2016年優勝）、「北海道ジュニアゴルフ選手権競技」（15歳～17歳の部女子=2016年優勝）がある。
また2016年には日本女子プロゴルフ協会（LPGA）ツアー「ニッポンハムレディスクラシック」に出場し初日単独トップ、2日目トップタイで終え、最終日最終組でプレーしたが、最終順位は8位タイでローアマチュアを獲得した。
2017年から辻村明志に師事。同年LPGA最終プロテストに進出し19位タイで初挑戦で合格、LPGA89期生となる。プロテスト合格直後の同年8月にニトリ所属となる。

## プロ戦績

### 2018年シーズン
QTランキング9位でスタートし最終的にLPGAツアー38試合に出場。2位（タイを含む）を4度記録し、その内3度目の2位となった「ゴルフ5レディスプロゴルフトーナメント」では申ジエとのプレーオフの末敗れた。年間獲得賞金ランキング（賞金ランク）8位で初のシード入りを果たす。

### 2019年シーズン
7月の「サマンサタバサガールズコレクション・レディーストーナメント」において、大会レコードを1打更新する17アンダーをマークし、LPGAツアー初優勝。賞金ランクは前年に引き続き8位で2年連続のシード入り。
新型コロナウイルス問題の影響により、JLPGAツアーが2020/2021合一シーズンとなる。

### 2020-21年シーズン
2020年9月の「ゴルフ5レディス」において前年7月の「サマンサタバサ ガールズコレクション・レディース」以来のツアー2勝目を挙げ、2021年3月にはツアー再開（2021年開幕戦）初戦となった「ダイキンオーキッドレディスゴルフトーナメント」では最終日に首位から2打差でスタートし、最後は森田遥との優勝争いに持ち込む展開から最終18番ホールでバーディーを奪って逆転でツアー3勝目を挙げた。2週後の「Tポイント×ENEOSゴルフトーナメント」では、終盤勝負どころのパー4でワンオン狙いのドライバーを選択するなど強気の攻めも功を奏し、混戦を制してツアー4勝目を挙げた。Tポイント×ENEOSの後は勝ち星がなかったが、8月の「NEC軽井沢72ゴルフトーナメント」の初日に首位に立ち、悪天候の影響で2日目が中止、3日目がバックナインの9ホールだけという短縮競技になった状況をものともせずに冷静なゴルフで首位を譲らずに逃げ切り、今季4勝目（ツアー通算5勝目）を挙げた。その翌週の「CATレディースゴルフトーナメント」では最終日のスタート時点では首位の稲見萌寧と4打差があったが、当日の強風が吹き荒れる悪条件の下で我慢のゴルフを展開、稲見が後半によもやの大乱調でスコアを大きく落とすという波乱の中、最終ホールでバーディーを奪って首位に立ち、さくら本人も「まさか勝てるとは思わなかった」と語ったほどの大逆転劇で自身初の2週連続優勝により今季5勝目（ツアー通算6勝目）を挙げた。この年は最終的に自己最高の賞金ランキング3位で終了した。

### 2022年シーズン
2022年シーズンはプロ入り前から師事していた辻村明志の門下を離れ、吉田直樹に新たに師事し、ドローボールからフェードボールへのスイングスタイル変更など新たな試みにも挑んでいる。そんな中で5月の「リゾートトラストレディス」では3日目首位に立って最終日は耐えるゴルフの中で13番ホールで取ったバーディーが決め手となり2位に2打差をつけて逃げ切り、ツアー通算7勝目を挙げた。優勝翌日の5月30日にはアメリカに渡り「全米女子オープン」に出場、日本人選手15名中最高の20位でフィニッシュした。全米女子オープンと同週開催の「リシャール・ミル ヨネックスレディスゴルフトーナメント」は欠場となったため、2018年のツアー参加以来4年間継続していた国内ツアー連続出場記録は142試合でストップした。この記録は表純子、北田瑠衣、飯島茜に次ぐ歴代4位である。なお国内連続出場記録は途絶えたが、全米女子オープンを挟んで翌週の「宮里藍 サントリーレディスオープンゴルフトーナメント」にも出場しており、プロツアー大会への連続出場は144試合以降も継続中である。秋口に入ってから10月の「スタンレーレディスホンダゴルフトーナメント」では天候の関係で変則ラウンドとなる中で最終ラウンドを首位でスタートし、フロントナインはバーディーを取れない我慢の展開となり、また一時は首位に5人も並ぶ混戦となったが17番ホールでバーディーを奪って単独首位に立ち、そのまま逃げ切ってツアー8勝目を挙げた。

### 2023年シーズン
2023年シーズンは「ワールドレディスチャンピオンシップ」などでの3位はあったものの、予選落ちも4試合あるなど安定感に欠ける印象が強かった。しかしシーズン前半戦最終戦となった地元北海道での「ミネベアミツミ レディス 北海道新聞カップ」では4日間とも同じ北海道出身の菊地絵理香、宮澤美咲と同組でプレーするという状況で3日目に首位に立ち、最終日も安定感のあるプレーを見せて2位に3打差をつけてシーズン初勝利にしてツアー9勝目を初となる地元優勝で飾った。
その後もシーズン当初からの目標である複数回優勝を目指して首位争いに加わる大会が続いた。9月には「ゴルフ5レディスプロゴルフトーナメント」、「住友生命Vitalityレディス 東海クラシック」、「日本女子プロゴルフ選手権大会コニカミノルタ杯」と相次いで接戦に破れ大山志保以来史上4人目の3週連続2位を記録。しかもすべて1打差での3週連続2位はツアー新記録であった。
結局この年は1勝で終えたもののメルセデス・ランキング、年間獲得賞金ともに複数回優勝を遂げた櫻井心那や菅沼菜々らを上回る4位でフィニッシュした。レギュラーシーズン終了後の12月には2018年以降5大会連続出場となる「日立3ツアーズ選手権」で2年振りのJLPGAチーム優勝に貢献した。またこの優勝によって自身2度目となるJLPGAアワードの特別賞を受賞した。

### 2024年シーズン
2024年シーズンは日本女子プロゴルフ協会（JLPGA）プレーヤーズ委員会委員長に指名され、就任したことを受けてのスタートとなった。そして開幕第2戦、第3戦と鈴木愛と優勝を争いしていずれも敗れるという幕開けとなり、第5戦の「ヤマハレディースオープン葛城」では最終日に首位から5打差の5位からスタートし、後半の3連続バーディーなどで首位に立ってクラブハウスリーダーで後続のプレーを待つ形となる。そして後続の組で追いかけていた岩井千怜と竹田麗央が追いつくことが出来ず、今季初勝利、そしてプロ通算10勝目となる優勝を果たした。
5月には2022年に続きアメリカLPGAツアーの「全米女子オープン」に出場、前回を上回る9位タイに入る健闘を見せ次年度の出場権を獲得した。一昨年同様前後の週開催された日本国内の大会も休まず出場したため、全米女子オープン明けの「宮里藍 サントリーレディスオープンゴルフトーナメント」出場時点で日米通算221試合連続出場を果たし記録更新を継続した。またこの大会初日には10バーディー1ボギーでスコア63を達成。63以下のスコアを記録するのはこれがキャリア4回目となり日本女子ツアーの最多記録を更新した。 6月のアースモンダミンカップでは2日目悪天候、3日目日没サスペンデッドの為、月曜に最終ラウンドが行われた中、16アンダーで今季2勝目を挙げ、生涯獲得賞を7億754万6300円とした。26歳70日での7億円到達は横峯さくら、鈴木愛に次ぐ歴代3位の年少記録となった。
鉄人とまで称されるほどのタフネスぶりを発揮しツアー皆勤を続けてきた小祝であったが、8月に海外メジャーの「全英女子オープン」出場に備え前週の「CATレディースゴルフトーナメント」を欠場したため連続出場記録は228試合で途切れた。
ツアー最終戦「JLPGAツアーチャンピオンシップリコーカップ」では、本人もホールアウト後「惜しかった」と漏らした1打差で敗れメジャー初制覇こそ逃したものの、この大会を含め2位5回、トップ10入り17回、34戦出場中予選落ちわずか3回という成績に支えられ、年間最終順位はメルセデスランキングが昨年と同じく4位、賞金ランキングは2020-21年シーズン以来4季連続となる1億円超えで自己最高の2位と堂々たる結果となった。シーズンオフの12月には「日立3ツアーズ選手権」にJLPGA代表チームの一員として6大会連続出場を果たし2連覇に貢献した。

### 2025年シーズン
2月、シーズン開幕に先立ち2025年度のJLPGA Brightener（ブライトナー）に選出されたことが発表された。ブライトナーは2022年以降年度毎に6から9名が選出されており小祝は今回が初選出となった。開幕後は初戦を除きすべて決勝ラウンドに進出しコンスタントにポイントと賞金を獲得、6月「宮里藍 サントリーレディスオープンゴルフトーナメント」終了時点で史上13人目となる生涯獲得賞金8億円を達成した。27歳61日での8億円突破は横峯さくらに続く2番目の年少記録であった。またこれと同時に国内ツアー通算100回目のトップ10入りも達成。史上45人目となるこの記録では森口祐子の27歳40日に次ぐ4番目の年少記録となった。7月、熊出没に伴い54ホール短縮と無観客開催となった「明治安田レディスゴルフトーナメント」で、最終日3打差の10位から出て1イーグル5バーディ、1ボギーの「66」でプレーして通算15アンダーとして逆転で今季初優勝を遂げ、ツアー初優勝から7年連続勝利となった。しかし、その翌週の「大東建託・いい部屋ネットレディス」では第2ラウンド途中で左手首痛のためにプレー続行を断念し、棄権を申し出た。小祝はアマチュア時代からの通算でJLPGAツアー271試合出場を果たしてきたが、同大会で競技生活で初となる途中棄権となった。

## トーナメント優勝（12）

### JLPGAツアー（12）
| No. | Date          | Tournament                                                  | スコア                 | 2位との差 | 2位（タイ）                       |
| --- | ------------- | ----------------------------------------------------------- | ---------------------- | --------- | --------------------------------- |
| 1   | 2019年7月21日 | サマンサタバサ ガールズコレクション・レディーストーナメント | −17（66-68-65=199）    | 1打       | イ・ミニョン                      |
| 2   | 2020年9月6日  | ゴルフ5レディスプロゴルフトーナメント                       | −17（68-65-66=199）    | 6打       | 古江彩佳                          |
| 3   | 2021年3月7日  | ダイキンオーキッドレディスゴルフトーナメント                | −14（71-69-66-68=274） | 1打       | 森田遥                            |
| 4   | 2021年3月21日 | Tポイント×ENEOSゴルフトーナメント                           | −10（68-68-70=206）    | 2打       | 鈴木愛 ペ・ソンウ サイ・ペイイン  |
| 5   | 2021年8月15日 | NEC軽井沢72ゴルフトーナメント                               | −10（64-34=98）        | 2打       | サイ・ペイイン                    |
| 6   | 2021年8月22日 | CATレディースゴルフトーナメント                             | −7（68-70-71=209）     | 2打       | 稲見萌寧 高橋彩華 三ヶ島かな      |
| 7   | 2022年5月29日 | リゾートトラストレディス                                    | −7（69-67-64-71=271）  | 2打       | サイ・ペイイン 菅沼菜々           |
| 8   | 2022年10月9日 | スタンレーレディスホンダゴルフトーナメント                  | −12（67-67-70=204）    | 1打       | 菅沼菜々 西郷真央 永井花奈        |
| 9   | 2023年7月9日  | ミネベアミツミ レディス 北海道新聞カップ                    | −12（69-68-68-71=276） | 3打       | 穴井詩 菊地絵理香                 |
| 10  | 2024年3月31日 | ヤマハレディースオープン葛城                                | −10（66-73-67=206）    | 1打       | 岩井千怜 竹田麗央                 |
| 11  | 2024年6月24日 | アース・モンダミンカップ                                    | −16（70-66-65-71=272） | 2打       | 安田祐香                          |
| 12  | 2025年7月20日 | 明治安田レディスゴルフトーナメント                          | −15（66-69-66=201）    | 1打       | 河本結 永嶋花音 仲村果乃 佐藤心結 |

## 人物
桜の季節の4月に生まれたことから「さくら」と名付けられた。2019年のヨコハマタイヤPRGRレディス2日目に初めて横峯さくらと同組でプレーし、ラウンド中に名前の由来について話をしている。
プライベートでは同じ女子ゴルフ黄金世代の勝みなみと共にプロレスファンでも知られ、小祝は特にオカダ・カズチカ（新日本プロレス→AEW）を贔屓にしている。シーズンオフには毎年1月4日の新日本プロレス東京ドーム大会を生観戦するのが恒例行事である。
勝負飯は焼肉。勝みなみとサムギョプサルを食べによく韓国料理店に行っている。

## 表彰
- LPGAアワード
  - 新人賞、敢闘賞（2018年）[51]
  - 特別賞[注 8]、メディア賞『ベストコメント』部門（2020-21年）[52]
  - 特別賞（2023年）[30]
  - 特別賞（2024年）[53]
- 日本プロスポーツ大賞
  - 新人賞（2018年）[54]
- GTPAルーキー・オブ・ザ・イヤー（2018年）[55]

## メディア出演
- 古閑美保のゴルフチャレンジアスリート（BSフジ、2019年4月13日 - 全5回）